# 7789 Kwiatkowski
7789 Kwiatkowski è un asteroide della fascia principale. Scoperto nel 1994, presenta un'orbita caratterizzata da un semiasse maggiore pari a 2,2986928 UA e da un'eccentricità di 0,1628636, inclinata di 4,79573° rispetto all'eclittica.